# Potato 5
Potato 5 a été l'un des plus importants groupes de ska anglais des années 1980. Ils se sont séparés en 1989 après six ans de carrière et l'enregistrement de trois albums.

## Biographie
Potato 5 se forme en Angleterre en 1983, alors que la vague de ska 2 tone, qui a explosé en 1979, n'est plus qu'un vague souvenir. D'emblée le groupe abandonne les influences pop et rock du son Two Tone pour revenir aux sources, c'est-à-dire au ska traditionnel tel qu'il se jouait en Jamaïque durant les années 1960. Profondément influencé par les Skatalites, les Potato 5 sont ainsi les premiers musiciens blancs anglais à pratiquer un ska instrumental, aussi appelé early reggae.
Leur carrière décolle lorsqu'ils incorporent à leur formation le vieux chanteur jamaïcain Floyd Lloyd, puis lorsqu'ils invitent en 1986 le chanteur Laurel Aitken à participer à plusieurs de leurs concerts. Un album live intitulé: "Laurel Aitken Meet Floyd Lloyd and the Potato 5 " témoigne de cette période.
En 1988, ils gardent Laurel Aitken au chant et sortent un nouvel album "True Fact ", ainsi que plusieurs 45 tours.
En 1989, les Potato 5 recrutent un nouveau chanteur, Spider Johnson, qui apporte beaucoup d'énergie au groupe et avec lequel ils entament une longue tournée à travers les États-Unis, puis l'Europe. À leur retour en Angleterre, ils décident pourtant d'un commun accord de séparer après un ultime concert qu'ils donnent le 19 décembre 1989 au London's Town & Country. 
Peu après la séparation du groupe, le label anglais Unicorn Records sort un disque live des Potato 5, provenant de l'enregistrement d'un concert donné à Londres le 11 juin 1989.

## Discographie
- EP Ska Explosion - Gaz's Rockin' Records
- LP Laurel Aitken Meet Floyd Lloyd And The Potato 5 - Gaz's Rockin' Records (1987)
- LP True Fact - Rack It ! Records (1988)
- LP Five Alive - Unicorn Records (1989)